# Callulops fuscus
Callulops fuscus е вид жаба от семейство Тесноусти жаби (Microhylidae).

## Разпространение и местообитание
Видът е разпространен в Индонезия.
Обитава гористи местности, крайбрежия, плажове, блата, мочурища и тресавища в райони с тропически и субтропичен климат.